# Ocnogyna paradalina
Ocnogyna paradalina är en fjärilsart som beskrevs av Rudolf Püngeler 1898. Ocnogyna paradalina ingår i släktet Ocnogyna och familjen björnspinnare. Inga underarter finns listade i Catalogue of Life.